# Đầu Ốc

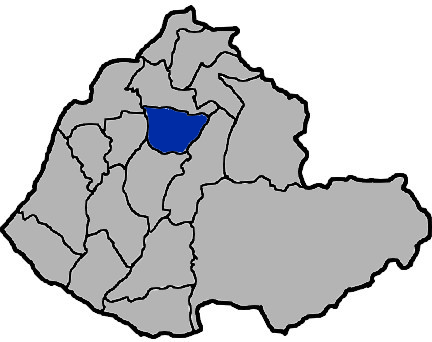
Vị trí tại Miêu Lật

Đầu Ốc (tiếng Trung: 頭屋鄉; bính âm: Tóuwū Xiāng) là một hương (xã) của huyện Miêu Lật, tỉnh Đài Loan, Trung Hoa Dân Quốc (Đài Loan). Hương có diện tích 52,5040 km², dan số vào tháng 8 năm 2011 là 11.525 người thuộc 3.537 hộ gia đình, mật độ cư trú đạt 219,5 người/km². Hương nổi tiếng với nông sản chè xanh.